# 260A busz (Budapest)
A budapesti 260A jelzésű autóbusz a Kocsis Sándor út és az Óbudai rendelőintézet között közlekedett. A vonalat a Budapesti Közlekedési Zrt. üzemeltette. A járműveket az Óbudai autóbuszgarázs állította ki.
A 260-as és a 260A összehangolva közlekedett a 160-as busszal.

## Története
2013. november 4-étől a 260-as busz igény esetén a Virágosnyereg útig, korábbi útvonalán pedig a 260A jelzésű autóbusz közlekedett.
2015. szeptember 14-étől december 23-áig építkezés miatt nem közlekedett, helyette a 260-as busz járt sűrűbben.
2016. január 16-ától a budai fonódó villamoshálózat átadásakor útvonala jelentősen rövidült, a Batthyány tér helyett csak az Óbudai rendelőintézetig közlekedett, ahonnan a belváros a 17-es, a 19-es és a 41-es villamosokkal volt elérhető. A vonalon szóló buszok jártak, első ajtós felszállási renddel.
2016. november 5-étől hétköznap 8 és 20 óra között, hétvégén pedig 9 és 20 óra között a Kocsis Sándor út felé a Szent Margit Kórházhoz is tett egy kitérőt.
2018. április 6-ától 15-éig a Bécsi úti villamosok pótlásának segítése miatt a Kolosy térig meghosszabbított útvonalon járt.
2020. szeptember 1-jétől a 260-as busz közlekedik helyette sűrűbb követéssel.

## Útvonala
| Kocsis Sándor út felé |
| Óbudai rendelőintézet vá. – Vörösvári út – Váradi utca – Bécsi út – Szent Margit Kórház, forduló – Bécsi út – Kocsis Sándor út – Kocsis Sándor út vá. |
| Óbudai rendelőintézet felé |
| Kocsis Sándor út vá. – Kocsis Sándor út – Bécsi út – Vörösvári út – Óbudai rendelőintézet vá.                                                         |

## Megállóhelyei
Az átszállási kapcsolatok között a 260-as jelzésű járat nincsen feltüntetve, mivel ugyanazon az útvonalon közlekednek.
| 0 | Kocsis Sándor út végállomás                | 18 | 14 | 218 848 S72 , Z72 (Aranyvölgy)                                          |
| 1 | Bóbita utca                                | 17 | 13 | 800, 815, 820, 821, 830, 832, 840                                       |
| 2 | ATI                                        | 16 | 12 |                                                                         |
| 4 | Óbudai temető                              | 15 | 11 | 118, 160, 218 820, 821, 830, 832, 840, 848                              |
| 5 | Kubik utca                                 | 14 | 10 | 118, 160, 218                                                           |
| 7 | Bojtár utca (↓) Bojtár utca (Bécsi út) (↑) | 13 | 9  | 118, 160, 218 815, 820, 821, 830, 832, 840, 848                         |
| 8 | Orbán Balázs út                            | 11 | 7  | 160, 218 820, 821, 830, 832, 840, 848                                   |
| 9 | Laborc utca                                | ∫  | ∫  | 160, 218                                                                |
| ∫ | Bécsi út / Vörösvári út                    | 9  | 5  | 137, 160, 218, 237 1, 17, 19, 41 800, 815, 820, 821, 830, 832, 840, 848 |
| 10 | Bécsi út / Vörösvári út                    | 8  | 4  | 137, 160, 218, 237 1, 17, 19, 41 800, 815, 820, 821, 830, 832, 840, 848 |
| ∫ | Perényi út                                 | 6  | 3  | 160                                                                     |
| ∫ | Váradi utca                                | 5  | 2  | 160 17, 19, 41                                                          |
| A Szent Margit Kórházat csak hétköznap 8 és 20 óra között, illetve hétvégén 9 és 20 óra között érinti. |                                            |    |    |                                                                         |
| ∫ | Szent Margit Kórház                        | 3  | ∫  | 160 17, 19, 41                                                          |
| ∫ | Szent Margit Kórház                        | 2  | ∫  | 160 17, 19, 41                                                          |
| ∫ | Váradi utca                                | 1  | 1  | 160 17, 19, 41                                                          |
| 12 | Óbudai rendelőintézet végállomás           | 0  | 0  | 137, 160, 218, 237 1 820, 821, 830, 832, 840, 848                       |